# 手風琴21
手風琴21（てふうきんにじゅういち）は、北海道テレビ放送の深夜番組『鈴井の巣』の企画により制作された、鈴井貴之、安田顕、藤井要一、田中一志による、楽曲『おやG』の制作プロジェクトグループ。

## 概要
- 作曲を担当したオッケー藤井こと藤井要一が在籍しているフォークソンググループ「手風琴」と「21世紀」により命名された。作詞は『鈴井の巣』のレギュラー出演者である鈴井貴之が担当し、同じく番組のレギュラー出演者である安田顕とともに「ケンタカユッキー☆フライド事件」として唄も担当した。田中一志は編曲に参加。
- 2001年7月にAIR-G'主催のイベントに鈴井と安田が出演し、「おやG」を初披露したところリクエストが殺到、CD化に至り[1]、10月、4000枚を地域限定で販売した。その後、2007年には、鈴井と安田の所属事務所・CREATIVE OFFICE CUEの15周年を記念して再発売された。
- この楽曲制作ユニットは、その後、『鈴井の巣』の後番組である『ドラバラ鈴井の巣』の楽曲「雅楽戦隊ホワイトストーンズのテーマ」なども制作することになる。また、このことがきっかけによりその後も、藤井要一と田中一志は、CREATIVE OFFICE CUE関連の作品を扱うことになる。

## ディスコグラフィー
「手風琴21」名義
- おやG（2001年10月24日、サッポロサウンズ・製品番号TEF-2001）

1. おやG
2. ソフトフォーカス

作詞：ビューティーたか（鈴井貴之）／作曲：オッケー藤井（藤井要一）／編曲：ぢぢ田中（田中一志）
唄：ケンタカユッキー☆フライド事件 - ビューティーたか（鈴井貴之）・アフターけん（安田顕）によるユニット。
「ケンタカユッキー☆フライド事件」名義
- おやG（2007年12月19日、A-CUE RECORDS・製品番号CUE-9002） - CREATIVE OFFICE CUE15周年記念による再発版。

1. おやG
2. ソフトフォーカス

作詞：ビューティーたか／作曲：オッケー藤井／編曲：ぢぢ田中
唄：ケンタカユッキー☆フライド事件